# Pilatus P-3
O Pilatus P-3 é uma aeronave de treinamento monomotor construída pela Pilatus, da Suíça.

## História
O primeiro protótipo foi construído em 1953, tendo seu primeiro vôo em 3 de setembro daquele ano, sob comandos do piloto de provas Georg Gizler. A Força Aérea Suíça adquiriu 72 unidades e a Marinha do Brasil adquiriu mais seis aeronaves. A Força Aérea Suíça utilizou a aeronave como treinador primário até 1983, tendo uso continuado como aeronave de ligação por mais uma década. Entre 1993 e 1995, 65 aeronaves ex-Força Aérea Suíça foram vendidas no mercado civil.

## Descrição
O Pilatus P-3 foi projetado como um treinador primário e avançado (com capacidade de vôo por instrumentos, acrobático e noturno). A versão militar era designada P3-03. Era uma aeronave construída em metal com trem de pouso triciclo retrátil e assentto duplo em tandem (um atrás do outro). Havia a provisão para a instalação de hardpoints para a montagem de bombas, casulos de foguetes e metralhadoras.

## Histórico Operacional

### Brasil
Em 1963, sem autorização prévia do governo, a Marinha do Brasil adquiriu seis aeronaves P-3.04, direto da fabricante. As aeronaves vieram para o Brasil desmontadas em caixas em um navio da Marinha, tendo sido sigilosamente retiradas e transportadas para os fundos do terreno onde operava o HU-1 (1º Esquadrão de Helicópteros e Emprego Geral), no Rio de Janeiro. Estas aeronaves foram montadas e decolaram de uma pista improvisada no terreno para São Pedro da Aldeia, onde foram operadas pelo recém-criado AI-1 (1º Esquadrão de Aviões de Instrução) de 1963 a 1965.
Em 1965, devido a ao decreto presidencial que extinguiu a aviação naval de asas fixas, estas aeronaves foram repassadas para a Força Aérea Brasileira, onde foram operados em missões de ligação e observação até 1972, quando foram retiradas de serviço.

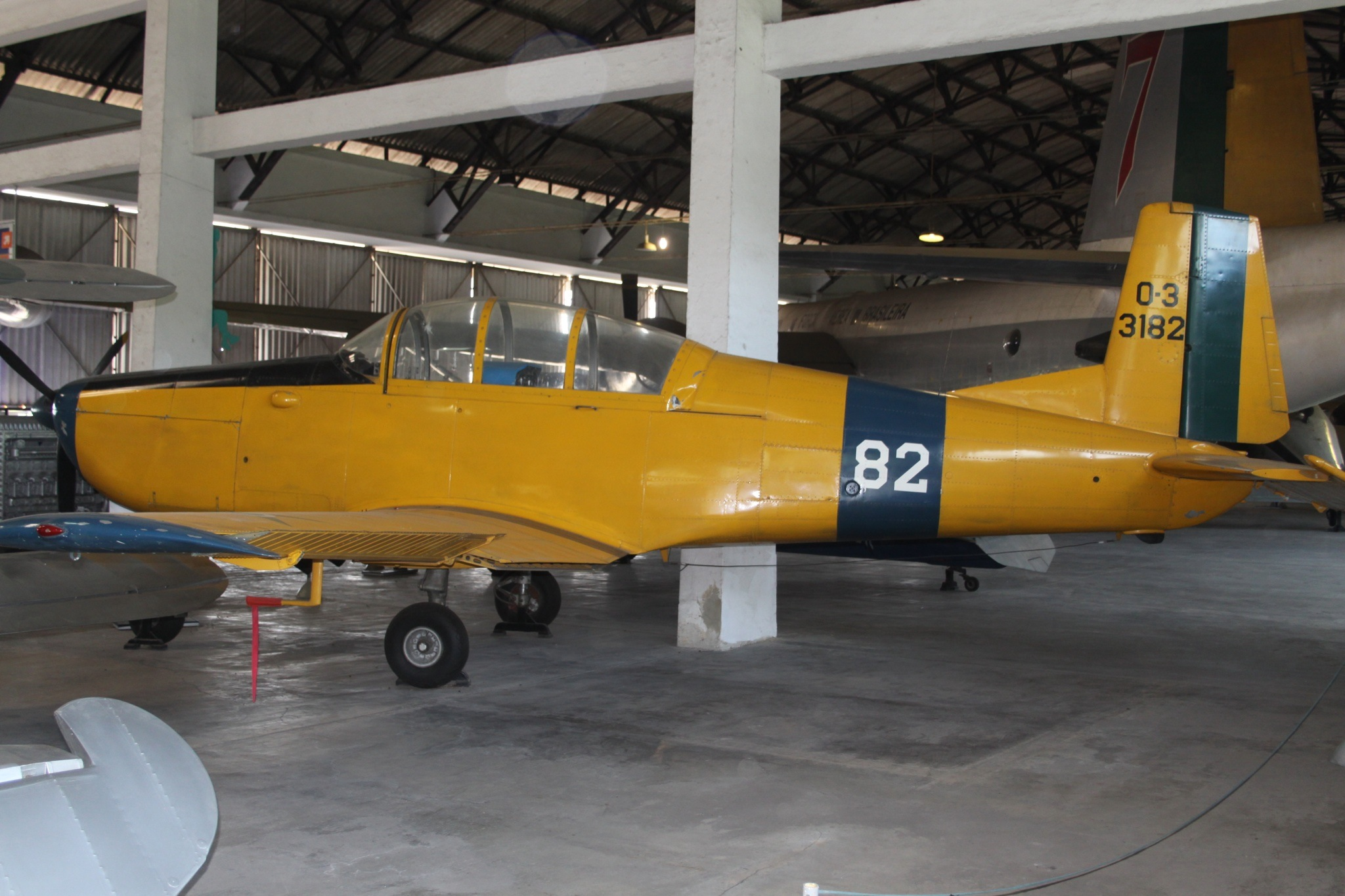
Um P-3 da Força Aérea Brasileira no MUSAL

## Variantes
- P-3.01: Protótipo do Pilatus P-3, com hélice bipá. Uma unidade construída.
- P-3.02: Protótipo da versão militar do Pilatus P-3, com hélice tripá, rádios e hardpoints para armamento.[5] Uma unidade construída.
- P-3.03: Versão de produção para uso militar. 12 unidades construídas em 1956.[5]
- P-3.04: Versão de exportação para uso militar. Seis unidades construídas para a Marinha do Brasil.[5]
- P-3.05: Versão de produção para uso militar. 60 unidades construídas em colaboração com a F+W para a Força Aérea da Suíça.[5]

## Operadores

### Operadores Militares
- Brasil
  - Marinha do Brasil: Seis aeronaves P-3.04 operadas de 1963 a 1965;
  - Força Aérea Brasileira: Cinco aeronaves P-3.04 operadas de 1965 a 1972;
- Suíça 
  - Força Aérea Suíça: 72 aeronaves (1 P-3.02, 12 P-3.03 e 60 P-3.05) operadas de 1958 a 1993.

### Operadores Civis
- Suíça 
  - Swissair: Uma aeronave P-3.04 operada para treinamento até 1963.
  - P3 Flyers: Cinco aeronaves P-3.05, ex-Força Aérea Suíça, operados desde 1992.[6]

## Especificações
Informações: Jane's All The World's Aircraft 1958-59

### Características Gerais
- Tripulação: 2
- Comprimento: 8.75 m
- Envergadura: 10.40 m
- Altura: 3.05 m
- Área Alar: 16.55 m²
- Peso Vazio: 1.090 kg
- Peso Máximo de Decolagem (MTOW): 1.500 kg
- Capacidade de Combustível: 160 L
- Motor: 1x Lycoming GO-435-C2-A2, 263 cv (190 kW)
- Hélice: Hartzell, tripá, velocidade constante.

### Desempenho
- Velocidade Máxima: 310 km/h (170 kn)
- Velocidade de Cruzeiro: 275 km/h (148 kn)
- Velocidade de Estol: 100 km/h (54 kn)
- Velocidade Nunca Exceder: 500 km/h (270 kn)
- Alcance: 750 km (400 nmi)
- Teto de Serviço: 5.500 m (18.000 ft)
- Taxa de Subida: 7 m/s

## Ver Também
- Pilatus PC-7
- Beechcraft T-34 Mentor